# High Anxiety
High Anxiety (Máxima ansiedad en España, Las angustias del Dr. Mel Brooks en Argentina y Perú, Las ansiedades del Dr. Mel Brooks en México) es una comedia americana de 1977 producida y dirigida por Mel Brooks, quien también es el actor principal. Esta es su primera película como productor y actor principal. El reparto está formado por colaboradores habituales suyos como Harvey Korman, Cloris Leachman y Madeline Kahn.
La película es una parodia de las películas de suspense, más evidentemente de las dirigidas por Alfred Hitchcock: Recuerda, Vértigo y Los pájaros. La película está dedicada a Hitchcock, quien trabajó con Brooks en el guion y luego le envió un maletín con seis magnums de vino Château Haut-Brion de 1961 para mostrarle su agradecimiento.

## Argumento
La historia empieza en el Aeropuerto Internacional de Los Ángeles, donde el Dr. Richard Thorndyke (Mel Brooks) tiene varios encuentros extraños antes de que su chofer Brophy (Ron Carey) lo lleve al Instituto Psico-Neurótico para los Muy Muy Nerviosos, donde ha sido contratado como sustituto del Dr. Ashley, que murió misteriosamente. A su llegada, Thorndyke es saludado por el personal: el Dr. Charles Montague (Harvey Korman), el Dr. Philip Wentworth (Dick Van Patten), y la enfermera Charlotte Diesel (Cloris Leachman). 
Thorndyke descubre sin querer que Diesel y el Dr. Montague practican juntos BDSM.
El doctor Wentworth muere al quedarse atrapado en su coche con música de rock a todo volumen que le provoca un accidente cerebrovascular.
Thorndyke y Brophy viajan a San Francisco, donde Thorndyke debe hablar en una convención psiquiátrica. Cuando llega al atrio del hotel descubrimos que el doctor sufre de vértigo. Luego Thorndyke insiste repetidamente al botones del hotel (Barry Levinson) para que le suba un diario, ya que está muy interesado en ver la esquela del Dr. Wentworth. Mientras toma una ducha, el botones -muy enfadado-  parodia a Norman Bates y lo ataca con el periódico.
Después aparece Victoria Brisbane (Madeline Kahn), la hija de Arthur Brisbane, que le ruega su ayuda para sacar a su padre del instituto. Victoria sospecha que Diesel y Montague están exagerando las enfermedades de su padre para sacarle el dinero.
Para detener a Thorndyke, Diesel y Montague contratan a "Brace" (Rudy De Luca), un asesino con un brazo ortopédico que dispara a un hombre y hace que Thorndyke parezca el culpable, así que se ve obligado a huir. Afortunadamente Brophy hizo una foto del suceso que prueba su inocencia.
Diesel y Montague capturan a Brophy y a Arthur Brisbane (Albert Whitlock), y se proponen arrojarlo desde lo alto de una torre.
Thorndyke sufre de "high anxiety", lo que le impide subir la escalera de la torre y salvar a Brisbane. Pero con la ayuda de sus amigos,  vence su fobia y sube a la torre. Diésel le ataca con una escoba, pero Thorndyke la esquiva y la pérfida enfermera cae al vacío. Victoria puede reunirse con su padre y al final se casa con Thorndyke.

## Homenajes a Hitchcock

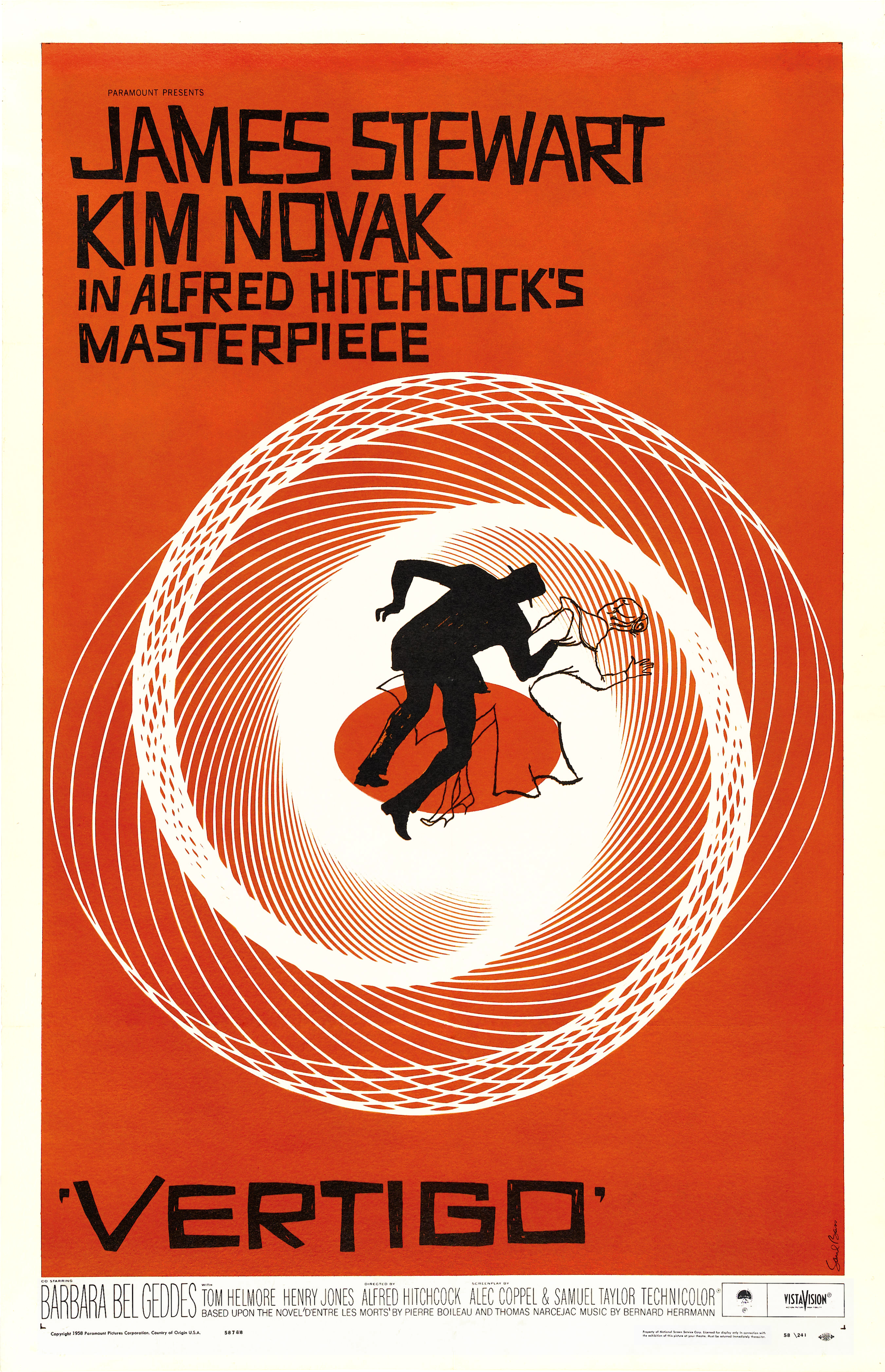
Vertigo

- El miedo a las alturas del protagonista hace referencia a Vértigo protagonizada por James Stewart.
- El ataque con el periódico es una referencia a la famosa escena de la ducha de Psicosis.
- La escena del Dr. Wentworth conduciendo bajo la lluvia es como la de Janet Leigh en Psicosis.
- La escena en que el protagonista es atacado por una bandada de palomas que le lanzan excremento hace referencia a Los pájaros.
- El intento de asesinato es como el de Dial M for Murder, llevado a cabo en una cabina telefónica.
- La entrada de Victoria en la habitación del hotel homenajea The 39 Steps.
- La falsa cara del asesino es una referencia a Foreign Correspondent.
- El hombre inocente perseguido por la policía es una referencia a Saboteur.
- La obsesión de Brophy por hacer fotos es una referencia de La ventana indiscreta.
- Diesel (Cloris Leachman) es una caricatura del personaje de la señora Danvers en Rebecca.
- El trauma infantil hace referencia a Marnie.

### Otras películas homenajeadas
- El trabajo de revelado fotográfico de Brophy sobre la foto parodia el que lleva a cabo David Hemmings en Deseo de una mañana de verano de Antonioni.
- Antes de morir, Wentworth es adelantado por un enorme camión en una clara referencia a Duel de Steven Spielberg.
- La muerte de Diesel recuerda a la de la bruja mala en El mago de Oz.
- El personaje de Braces es una parodia de Tiburón, el secuaz del film de 007 La espía que me amó.

## Reparto
- Dr. Richard Harpo Thorndyke - Mel Brooks
- Victoria Brisbane - Madeline Kahn
- Brophy - Ron Carey
- Diesel  - Cloris Leachman
- Dr. Montague - Harvey Korman
- Profesor Lilloman - Howard Morris
- Arthur Brisbane - Albert Whitlock y Charlie Callas
- Braces - Rudy De Luca
- Dr. Wentworth - Dick Van Patten
- Norton - Lee Delano
- Empleado - Jack Riley
- Dennis - Barry Levinson
- Sirvienta  - Beatrice Colen

## Recepción
La película fue bien recibida por la mayoría de críticos y actualmente tiene un 75% en Rotten Tomatoes. Después de ver la película, Hitchcock envió a Brooks un maletín de vino caro con una nota que decía, "A small token of my pleasure, have no anxiety about this".  En los 35.os Premios Globo de Oro, la película recibió nombramientos para Mejor Comedia y Mejor actor de Comedia.